# Stick Season
Stick Season —en español: Temporada de las ramas  (una manera de llamar al otoño en Nueva Inglaterra)— es el tercer álbum de estudio del cantautor estadounidense Noah Kahan. Fue lanzado el 14 de octubre de 2022 por Mercury Records y Republic Records. El álbum fue apoyado por dos sencillos: la canción que da nombre al álbum y «Northern Attitude». Una edición expandida del álbum, titulada Stick Season (We'll All Be Here Forever), se lanzó el 9 de junio de 2023, con siete pistas adicionales, incluida una versión extendida de «The View Between Villages». Otra versión del álbum, titulada Stick Season (Forever), fue publicada el 9 de febrero de 2024, presentando todas las colaboraciones lanzadas previamente, dos colaboraciones nuevas de «You're Gonna Go Far» y «Paul Revere», además de la canción inédita «Forever».

## Antecedentes
Kahan comenzó a escribir el álbum en su ciudad natal de Strafford, Vermont, en 2020 durante la pandemia de COVID-19. Los períodos de soledad, agotamiento por las presiones de la industria y autodescubrimiento lo inspiraron a distanciarse de su sonido indie pop anterior con un sonido más centrado en el folk, inspirándose en Phoebe Bridgers y Sam Fender para incorporar "detalles sin precedentes" en su escritura.
En una entrevista con WPTZ poco después del lanzamiento del álbum, Kahan describió el álbum como una "carta de amor a Nueva Inglaterra".

## Sencillos
El 8 de julio de 2022, la canción que le da el nombre al álbum se lanzó como sencillo principal. Kahan comenzó a promocionar la canción en las redes sociales en el otoño de 2020, y su popularidad en TikTok crecería en los dos años previos a su lanzamiento oficial. Su video musical fue estrenado el 14 de octubre de 2022 en conjunto con el lanzamiento del álbum. El segundo sencillo, «Northern Attitude», se lanzó el 16 de septiembre de 2022. Un remix del mismo con la colaboración de Hozier se lanzó el 10 de noviembre de 2023 y fue enviada a las radios estadounidenses.
El 13 de junio de 2023, «Dial Drunk» se envió a la radio alternativa estadounidense como el tercer sencillo del álbum y el primero de su edición expandida. El 18 de julio de 2023, Kahan lanzó una versión de «Dial Drunk» con Post Malone, siendo enviada a la radio pop de Estados Unidos. Kahan describió haber sentido "conmoción y emoción" porque Post quisiera cantar en esta canción y escribir su propio verso.

### Sencillos promocionales
El 15 de septiembre de 2023, Kahan lanzó «Call Your Mom» con Lizzy McAlpine.
El 6 de octubre de 2023, Kahan lanzó «She Calls Me Back» con Kacey Musgraves.
El 1 de diciembre de 2023, Kahan lanzó «Everywhere, Everything» con Gracie Abrams.
El 19 de enero de 2024, Kahan lanzó «Homesick» con Sam Fender.

## Recepción de la crítica
Escribiendo para Associated Press, Elise Ryan escribió que el material del álbum "se siente como canciones que tanto los oyentes veteranos como los nuevos fans querrán cantarle a Kahan, no porque hayan sido producidas para estadios o arenas, sino porque están llenas de melodías nostálgicas que resonarán mucho más allá de Nueva Inglaterra". Marcy Donelson de AllMusic calificó el álbum con tres estrellas y media de cinco y lo describió como un álbum "nostálgico" que "explora las transiciones de la vida, incluido dejar el hogar como adulto joven, negociar una pandemia y obtener ayuda para un problema de salud mental".

## Lista de canciones
Todas las pistas fueron producidas por Noah Kahan y Gabe Simon.
- Edición estándar

| Stick Season |                             |                       |          |  |
| N.º          | Título                      | Escritor(es)          | Duración |  |
| 1.           | «Northern Attitude»         | Noah Kahan Gabe Simon | 4:27     |  |
| 2.           | «Stick Season»              | Kahan                 | 3:02     |  |
| 3.           | «All My Love»               | Kahan                 | 4:11     |  |
| 4.           | «She Calls Me Back»         | Kahan                 | 4:03     |  |
| 5.           | «Come Over»                 | Kahan                 | 3:17     |  |
| 6.           | «New Perspective»           | Kahan                 | 4:16     |  |
| 7.           | «Everywhere, Everything»    | Kahan                 | 4:17     |  |
| 8.           | «Orange Juice»              | Kahan                 | 4:57     |  |
| 9.           | «Strawberry Wine»           | Kahan                 | 4:45     |  |
| 10.          | «Growing Sideways»          | Kahan                 | 4:15     |  |
| 11.          | «Halloween»                 | Kahan Simon           | 3:55     |  |
| 12.          | «Homesick»                  | Kahan                 | 3:14     |  |
| 13.          | «Still»                     | Kahan Iain Archer     | 3:07     |  |
| 14.          | «The View Between Villages» | Kahan Todd Clark      | 3:35     |  |
| 55:21        |                             |                       |          |  |

- Edición especial

| Stick Season (We'll All Be Here Forever) |                                         |                                    |          |  |
| N.º                                      | Título                                  | Escritor(es)                       | Duración |  |
| 15.                                      | «Your Needs, My Needs»                  | Kahan Simon                        | 3:27     |  |
| 16.                                      | «Dial Drunk»                            | Kahan Noah Levine                  | 3:33     |  |
| 17.                                      | «Paul Revere»                           | Kahan                              | 3:33     |  |
| 18.                                      | «No Complaints»                         | Kahan Simon Levine Carrie Karpinen | 3:25     |  |
| 19.                                      | «Call Your Mom»                         | Kahan Clark                        | 4:38     |  |
| 20.                                      | «You're Gonna Go Far»                   | Kahan                              | 4:46     |  |
| 21.                                      | «The View Between Villages» (Extendido) | Kahan Clark                        | 4:52     |  |
| 83:35                                    |                                         |                                    |          |  |

| Stick Season (Forever) |                                              |                          |          |  |
| N.º                    | Título                                       | Escritor(es)             | Duración |  |
| 22.                    | «Forever»                                    | Kahan Simon              | 4:28     |  |
| 23.                    | «Dial Drunk» (con Post Malone)               | Kahan Austin Post Levine | 3:34     |  |
| 24.                    | «Call Your Mom» (con Lizzy McAlpine)         | Kahan Clark              | 4:39     |  |
| 25.                    | «She Calls Me Back» (con Kacey Musgraves)    | Kahan                    | 4:04     |  |
| 26.                    | «Northern Attitude» (con Hozier)             | Kahan Simon              | 4:27     |  |
| 27.                    | «Everywhere, Everything» (con Gracie Abrams) | Kahan Simon              | 4:18     |  |
| 28.                    | «Homesick» (con Sam Fender)                  | Kahan Sam Fender         | 3:14     |  |
| 29.                    | «You're Gonna Go Far» (con Brandi Carlile)   | Kahan                    | 4:46     |  |
| 30.                    | «Paul Revere» (con Gregory Alan Isakov)      | Kahan                    | 4:52     |  |
| 120:38                 |                                              |                          |          |  |

## Posicionamiento en listas
| País (Lista 2022–2024)                  | Mejor posición | Ref    |
| --------------------------------------- | -------------- | ------ |
| Alemania (Offizielle Top 100)           | 95             | [ 13 ] |
| Australia (ARIA)                        | 6              | [ 14 ] |
| Austria (Ö3 Austria Top 40)             | 57             | [ 15 ] |
| Bélgica (Ultratop Flandes)              | 43             | [ 16 ] |
| Canadá (Billboard Canadian Albums)      | 1              | [ 17 ] |
| Escocia (Scottish Albums Chart)         | 11             | [ 18 ] |
| Estados Unidos (Billboard 200)          | 3              | [ 19 ] |
| Estados Unidos (Top Alternative Albums) | 1              | [ 20 ] |
| Estados Unidos (Top Rock Albums)        | 1              | [ 21 ] |
| Irlanda (Irish Albums Chart)            | 1              | [ 22 ] |
| Noruega (VG-lista)                      | 21             | [ 23 ] |
| Nueva Zelanda (RMNZ)                    | 5              | [ 24 ] |
| Países Bajos (Album Top 100)            | 2              | [ 25 ] |
| Reino Unido (UK Albums Chart)           | 1              | [ 26 ] |
| Reino Unido (Americana Albums)          | 1              | [ 27 ] |

| País (Lista 2023)                | Mejor Posición | Ref    |
| -------------------------------- | -------------- | ------ |
| Australia (ARIA)                 | 92             | [ 28 ] |
| Canadá (Billboard)               | 38             | [ 29 ] |
| Estados Unidos (Billboard 200)   | 38             | [ 30 ] |
| Estados Unidos (Top Rock Albums) | 6              | [ 31 ] |
| Reino Unido (UK Albums)          | 45             | [ 32 ] |

## Certificaciones
| País           | Organismo certificador | Certificación | Ventas certificadas | Ref.   |
| -------------- | ---------------------- | ------------- | ------------------- | ------ |
| Estados Unidos | RIAA                   | Platino       | 1 000               | [ 33 ] |
| Nueva Zelanda  | RMNZ                   | Platino       | 15 000              | [ 34 ] |
| Reino Unido    | BPI                    | Oro           | 100 000             | [ 35 ] |

## Historial de lanzamiento
| País   | Fecha                 | Edición                   | Formato                    | Discográfica     | Ref.   |
| ------ | --------------------- | ------------------------- | -------------------------- | ---------------- | ------ |
| Varios | 14 de octubre de 2022 | Estándar                  | Descarga digital streaming | Mercury Republic | [ 36 ] |
| Varios | 9 de junio de 2023    | We'll All Be Here Forever | Descarga digital streaming | Mercury Republic | [ 37 ] |
| Varios | 9 de febrero de 2024  | Forever                   | Descarga digital streaming | Mercury Republic | [ 4 ]  |